# 노자와 유키
노자와 유키(일본어: 野澤 祐樹, 1992년 12월 30일 ~ )는 일본의 배우이며, 쟈니즈 Jr.의 일원이다.
카나가와 현 요코하마시 출신. STARTO ENTERTAINMENT 소속.

## 내력
2005년 6월 12일, 쟈니즈 사무소에 입소.
2006년 8월, 기간 한정 유닛 KittyJr.의 서브 멤버, 같은 시기에 댄스 유닛 Jr.BOYS의 멤버로 선택된다.
2008년 봄 무렵부터, 《더 소년구락부》 등에서, 하시모토 료스케·사나다 유마와 함께 메인으로 활동하게 되어, 8월에는 TOP3가 결성되지만, 8월 29일에 해산.
2009년 1월, Mis Snow Man가 결성된다. 시머트리는 사나다 유마.
2011년 10월, 사나다 유마와 함께 〈noon boyz〉로서 〈와랏테 이이토모!〉 16대째 이이토모 청년대로 선택된다. 3일부터 2014년 3월 31일까지 활동.

## 인물
- 형제는 여동생과 남동생이 있다.
- 존경하는 선배는, V6의 미야케 켄. 노래방에 가서도 주로 V6의 노래를 부른다고 한다.
- 182cm로, 키가 크다.
- 좋아하는 색은, 검정.
- 취미는, 음악 감상과 독서.

## 출연

### 버라이어티
- 더 소년구락부 (2005년 ~ , NHK-BS2)
- 백식 (2007년)
- 테스트의 꽃꽂이 (2010년 ~ 2011년, NHK 교육 TV)
- 모리타 카즈요시 아워 와랏테 이이토모! (2011년 10월 ~ 2014년 3월, 후지 TV) - 이이토모 청년대

### 드라마
- 선생님은 대단해! (2008년 4월 12일, 닛폰 TV)
- Piece (2012년 10월 6일 ~ 12월 29일, 닛폰 TV) - 스가와라 유 역[2]
- 수요 미스터리 9 〈특명 아줌마 검사! 하나무라 아야노의 사건 파일〉 (2012년 12월 26일, TV 도쿄) - 토다 츠토무 역
- 심리치료중-in the Room- (2013년 1월 12일 ~ 3월 30일, 닛폰 TV) - 하세가와 하루토 역

### 영화
- 엄지손가락 찾기 (2006년 8월 26일) - 타케시(어린 시절) 역
- HOT SNOW (2011년) - 주연·야마구치 역

### CM
- NTT 동일본 플렛츠 빛 맨션 그림 편 (2006년) - 학생 역
- 닛신 렌지 Spa왕 (2009년)
- AOKI 프레셔즈 슈트 (2012년) ※2/9 (목)부터 온에어

### 무대
- PLAYZONE'05 ~20th Anniversary~Twenty Years… (2005년, 아오야마 극장)
- Dream Boys (2006년, 제국 극장)
- 타키자와 연무성 (2006년, 신바시 연무장)
- One!-the history of Tackey-（2006년, 신바시 연무장)
- 타키자와 연무성 2007 (2007년 7월 3일 ~ 29일, 신바시 연무장)
- DREAM BOYS (2008년, 제국 극장)
- 신춘 타키자와 연무성 (2009년, 제국 극장)
- DREAM BOYS (2009년, 제국 극장)
- 신춘 타키자와 연무성 (2010년, 제국 극장)
- 신춘 인생 혁명 (2010년, 제국 극장)
- 타키자와 가부키 (2010년, 닛세이 극장)
- 소년들~창살없는 감옥~ (2010년, 닛세이 극장)
- 타키자와 가부키 (2011년, 닛세이 극장)
- Endless SHOCK 15th Anniversary (2015년 2월 3일 ~ 3월 31일, 제국 극장)
- Endless SHOCK 2016 (2016년, 제국 극장)

### 콘서트
- 쟈니즈 Jr.의 대모험! (2006년 8월 15일 ~ 26일, 호텔 그랜드퍼시픽 메리디안)
- you들의 음악 대운동회 (2006년 9월 30일 ~ 10월 1일, 국립 요요기 경기장 제1체육관)
- 2007 근하신년 새해 복 많이 받으세요 쟈니즈 Jr. 대집합 (2007년 1월 2일 ~ 7일, 일본 무도관)
- 쟈니즈 Jr.의 대모험! '07 @메리디안 (2007년 8월 15일 ~ 24일, 호텔 그랜드퍼시픽 메리디안)
- JOHNNYS'Jr. Hey Say 07 in YOKOHAMA ARENA (2007년 9월 23일 ~ 24일, 요코하마 아레나)
- 서머라면 노래해 춤춰 Johnny's SUMMARY 2008 (2008년 8월 2일 ~ 9월 5일, 도쿄 오다이바 아오미 J지구 특설 회장)
- 포럼 신기록!! 쟈니즈 Jr. 1일 4공연 할거야! 콘서트 (2009년 6월 7일, 도쿄 국제 포럼)
- 여름방학 쟈니즈 Jr. 전원 집합 (2009년 8월 18일, 도쿄 국제 포럼)
- 프레시 쟈니즈 Jr. IN 요코하마 아레나 (2012년 12월 16일, 요코하마 아레나)
- Live House 쟈니즈 긴자 noon boyz + 쟈니즈 Jr. ≪Part1≫ (2013년 4월 29일 ~ 5월 31일, 시어터 크리에)
- 가무샤라 J's Party!! Vol.4 (2014년 5월 13일 ~ 14일, EX 시어터 롯폰기)
- Live House 쟈니즈 긴자 2015 (2015년 5월 23일 ~ 25일, EX 시어터 롯폰기)